# 冨田康祐
冨田 康祐（とみた こうすけ、1988年4月24日 - ）は、愛知県西春日井郡西春町（現：北名古屋市）出身の元プロ野球選手（投手）。右投右打。

## 経歴

### プロ入り前
野球に興味を持つきっかけとなったのは、父親が「男の子だから」と買い与えたおもちゃのバットとグローブだったという。小学生時代は、地元のスポーツ少年団（白木ウイングス）に所属するとともに、投手兼捕手で4番打者を任されていた。小学校の卒業文集には、「智弁和歌山に進学し、2年でサードのレギュラーを獲得し甲子園に出場する」と書いていた。
中学生時代は、ボーイズリーグの稲沢中央ボーイズ（愛知県稲沢市）に所属すると同時に、学校の野球部にも所属。毎日のランニングと素振りを欠かさず「体力づくり」に専念した。稲沢中央ボーイズでもエースとして活躍した。
中学卒業後、PL学園高へ進学。地元を離れて名門校へ「野球留学」することについて、周囲からは反対されて本人もかなり悩んだ。しかし中学校の恩師の後押しもあり進学を決めた。
PL学園高時代は、1年時の秋からベンチ入り。3年時は、前田健太の控え投手兼外野手として第78回選抜高等学校野球大会に出場。8番・中堅手として全試合にスタメン出場。準決勝の清峰高戦では、3番手として登板し1回を無失点に抑えたが、チームは敗退しベスト4に終わる。夏は、大阪大会準々決勝で東大阪大柏原高に敗れ、選手権大会出場は3年間で果たせなかった。
高校卒業後は、MLB挑戦を検討していたが、最終的に東都大学野球連盟に加盟する青山学院大学に進学した。1年時の春からリーグ戦に出場を果たすも、以後は右肘の故障もあり、1部通算7試合の登板で1勝1敗、4年春・2部でも1試合のみに終わった。4年時の2010年秋にプロ志望届を提出したが、同年のNPBドラフト会議では、どの球団からも指名されなかった。指名漏れ後は大学を中退している。

### 独立リーグ・香川時代
2011年1月27日、四国アイランドリーグplusの香川オリーブガイナーズに球団独自トライアウトを経て入団。同年は、抑えとしてリーグ戦64試合中48試合に登板。3勝3敗9セーブ、防御率はリーグ2位の1.39を記録し、球団の後期優勝に貢献。リーグの後期MVPに選ばれた。当時、ホームゲームでクローザーとして登板する際にはスタジアムDJ（藤沢翼）から「イッツ トミ タイム！」という登場コールを受けていた。
2011年のNPB育成ドラフト会議で、横浜ベイスターズから1巡目で指名。育成選手として入団した。背番号は111。

### 横浜時代
2012年には、イースタン・リーグ公式戦10試合に登板。0勝1敗、防御率6.00という成績を残した。チームメイトであったランディ・ルイーズからの誘いをきっかけに、シーズン終了後の11月30日から12月28日まで、プエルトリコのウィンターリーグに参加した。
2013年には、7月29日付で支配下選手契約へ移行するとともに、背番号を68に変更。8月6日の対読売ジャイアンツ戦（郡山総合運動場開成山野球場）に、救援で一軍デビューを果たした。その一方で、イースタン・リーグ公式戦では、19試合の登板で1勝0敗6セーブ、防御率1.77を記録した。
2014年には、イースタン・リーグ公式戦20試合に登板。0勝2敗4セーブ、防御率3.27という成績を残した。しかし、一軍公式戦への登板機会はなく、10月3日に球団から戦力外通告を受けた。12月2日付で、NPBから自由契約選手として公示。

### レンジャーズ傘下時代
2014年11月には、NPBの第1回12球団合同トライアウトに参加。シートバッティング形式で対戦した4人の打者を、全員無安打に抑えた。トライアウトの直後には、MLBのテキサス・レンジャーズからマイナー契約のオファーを受けていることが報じられた。
2015年1月14日にマイナー契約を結ぶ。ショートシーズンA級スポケーン・インディアンス（Spokane Indians、ノースウェストリーグ）所属の投手として臨んだリーグ戦では、オール中継ぎで17試合へ登板すると、勝敗は付かなかったものの2セーブ、防御率4.71という成績を残した。しかし、2016年1月13日に、球団から契約を解除された。その後は12月から1月にオーストラリアのリーグ(ABL)に短期参加ののち、前年に続いて古巣である香川の自主トレに参加。2月下旬に渡米して複数のチームでテストを受ける予定と述べていた。

### レンジャーズ傘下退団後
2016年4月から、メキシカンリーグの下部リーグであるLiga Norte de MexicoのRojos De Caborcaに所属していた。アメリカの代理人とメールでのやりとりを経て開幕1週間前に契約が決まったもので、冨田本人と代理人の認識は下部リーグではないメキシカンリーグへの所属だったが、通訳を挟んでの交渉の行き違いがあったためか、実際に現地に行った際に下部リーグであったことを知ったという。開幕投手を任され、活躍を続けていたものの、給料未払い問題が発生し、そのタイミングで台湾プロ野球のオファーもあったことから在籍1か月程度で退団を決意した。退団後、台湾に移ってLamigoモンキーズと中信兄弟の入団テストを受験したが、いずれも入団には至らなかった。
2016年7月22日、約5年ぶりとなる香川オリーブガイナーズへの復帰が発表された。香川では主にリリーフとして後期34試合中29試合に登板、監督の西田真二（PL学園の先輩）やコーチの伊藤秀範は、冨田が加わったことでリリーフ陣が強化され、後期優勝を争う上で力になったと評した。後の報道では台湾で引退を決意したものの、西田から「おまえの経験を若手に還元してくれ」と声をかけられて香川に復帰したという。11月12日の12球団合同トライアウトに参加し、1安打1四球（1人はゴロに打ち取ったが失策出塁）という内容だった。11月30日、香川を退団することが発表された。

### 現役引退後
香川退団後は実家の工場管理会社を継ぐとともに、名古屋にある野球ベルトの開発会社にシニアマネージャーとして加わっている。2019年の報道では、実家の会社に勤務しながら、野球指導者への興味も持ち続けていることを明かしている。
2019年11月9日、マスターズ甲子園2019にPL学園OBとして出場、PL学園-利根商戦で先発した。1失点ながら大会史上最速144km/hを記録し、MIP賞を贈られた。

## 選手としての特徴・人物

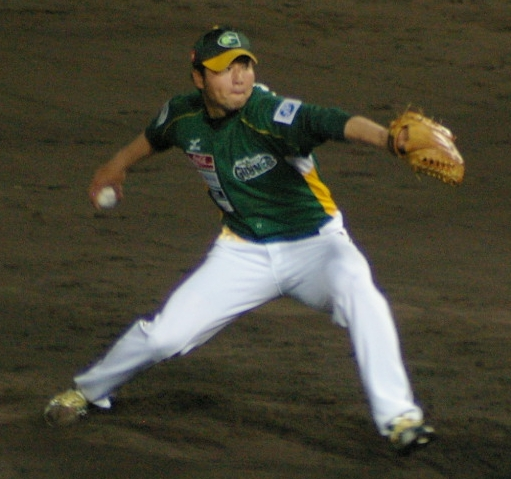
冨田の投球フォーム（2011年の香川時代）

スリークォーターから最速152km/hのストレートとツーシームに加え、スライダー・フォークなどを投げる。

## 詳細情報

### 年度別投手成績
| 年 度     | 球 団     | 登 板 | 先 発 | 完 投 | 完 封 | 無 四 球 | 勝 利 | 敗 戦 | セ 丨 ブ | ホ 丨 ル ド | 勝 率 | 打 者 | 投 球 回 | 被 安 打 | 被 本 塁 打 | 与 四 球 | 敬 遠 | 与 死 球 | 奪 三 振 | 暴 投 | ボ 丨 ク | 失 点 | 自 責 点 | 防 御 率 | W H I P |
| --------- | --------- | ----- | ----- | ----- | ----- | -------- | ----- | ----- | -------- | ----------- | ----- | ----- | -------- | -------- | ----------- | -------- | ----- | -------- | -------- | ----- | -------- | ----- | -------- | -------- | ------- |
| 2013      | DeNA      | 1     | 0     | 0     | 0     | 0        | 0     | 0     | 0        | 0           | ----  | 4     | 0.2      | 1        | 0           | 1        | 0     | 0        | 0        | 0     | 0        | 2     | 2        | 27.00    | 3.00    |
| 通算：1年 | 通算：1年 | 1     | 0     | 0     | 0     | 0        | 0     | 0     | 0        | 0           | ----  | 4     | 0.2      | 1        | 0           | 1        | 0     | 0        | 0        | 0     | 0        | 2     | 2        | 27.00    | 3.00    |

### 記録
NPB
- 初登板：2013年8月6日、対読売ジャイアンツ12回戦（開成山野球場）、8回裏に2番手で救援登板、2/3回2失点

### 独立リーグでの投手成績
| 年 度     | 球 団     | 登 板 | 完 封 | 勝 数 | 敗 数 | セ 丨 ブ | 勝 率 | 投 球 回 | 与 四 球 | 与 死 球 | 奪 三 振 | 自 責 点 | 防 御 率 | 三 振 率 |
| --------- | --------- | ----- | ----- | ----- | ----- | -------- | ----- | -------- | -------- | -------- | -------- | -------- | -------- | -------- |
| 2011      | 香川      | 48    | 0     | 3     | 3     | 9        | .500  | 71.1     | 24       | 2        | 69       | 11       | 1.39     | 8.74     |
| 2016      | 香川      | 29    | 0     | 5     | 0     | 1        | 1.00  | 45.0     | 13       | 3        | 44       | 9        | 1.80     | 8.80     |
| 通算：2年 | 通算：2年 | 77    | 0     | 8     | 3     | 10       | .727  | 116.1    | 37       | 5        | 113      | 20       | 1.55     | 8.71     |

- 各年度の太字はリーグ最高

### 背番号
- 16（2011年）
- 111（2012年 - 2013年7月28日）
- 68（2013年7月29日 - 2014年）
- 19（2015年 - 2016年）
- 13（2016年）